# Cantone di La Rochefoucauld
Il Cantone di La Rochefoucauld era una divisione amministrativa dell'arrondissement di Angoulême.
A seguito della riforma approvata con decreto del 20 febbraio 2014, che ha avuto attuazione dopo le elezioni dipartimentali del 2015, è stato soppresso.

## Composizione
Comprendeva i comuni di:
- Agris
- Brie
- Bunzac
- Chazelles
- Coulgens
- Jauldes
- Marillac-le-Franc
- Pranzac
- Rancogne
- Rivières
- La Rochette
- Taponnat-Fleurignac
- Vilhonneur
- La Rochefoucauld
- Saint-Projet-Saint-Constant
- Yvrac-et-Malleyrand